# Aghaviller

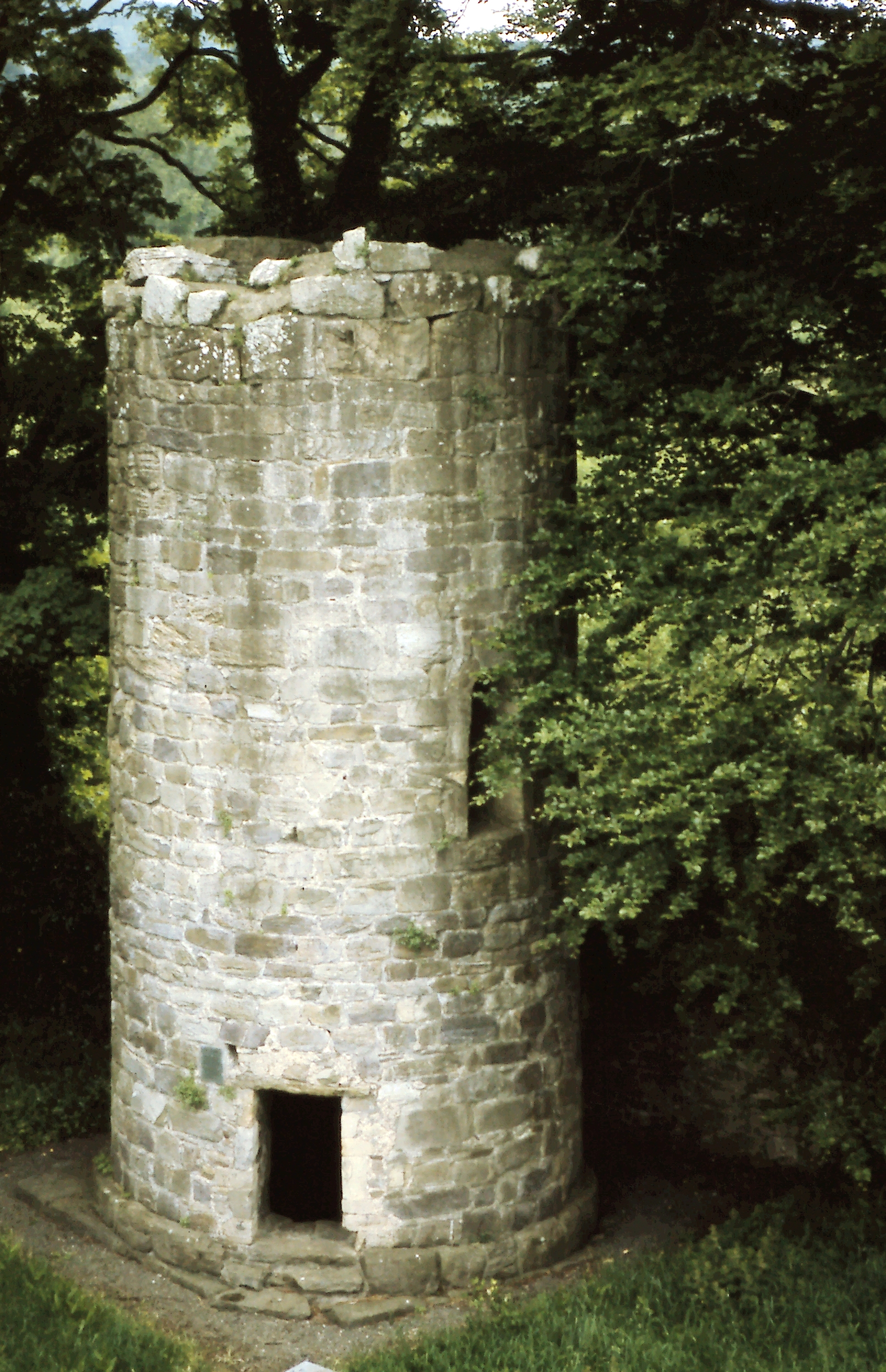
Rundturm in Aghaviller

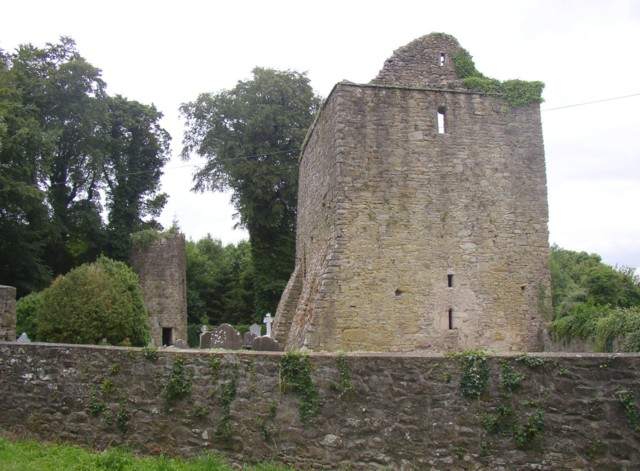
Kirchenruine und Rundturm

Aghaviller (irisch Áth an Bhiolair , „Furt der Kresse“) ist ein Townland im County Kilkenny in Irland, das hauptsächlich durch seinen Rundturm bekannt ist. Aghaviller liegt circa 20 km südlich der Stadt Kilkenny an der Regionalstraße R701.

## Rundturm
Der bis zu einer Höhe von 9,6 m gut erhaltene Rundturm stammt wahrscheinlich aus dem 11. Jahrhundert. Die ursprüngliche Türöffnung beginnt in einer Höhe von 4 m und wird durch einen Rundbogen abgeschlossen. Eine Fensteröffnung mit einer dreieckigen Spitze befindet sich knapp unterhalb des oberen Mauerrands.
Es gibt einen zweiten, ebenerdigen Eingang, der wesentlich später eingebaut wurde.
Der Turm steht auf einem quadratischen steinernen Sockel. Diese Eigenschaft hat nur noch der wenige Kilometer entfernt stehende Rundturm von Kilree.

## Kirchenruine
Neben dem Rundturm steht eine weitere Ruine. Diese war eine wahrscheinlich im 12. oder 13. Jahrhundert erbaute Kirche, die um 1600 zu einem befestigten Wohnhaus umgebaut wurde. Einige Zeit später wurde das Gebäude dann wieder als Kirche genutzt. Im Inneren dieses Gebäudes kann man auf einer steinernen Treppe das erste Stockwerk besteigen und hat von dort eine gute Aussicht auf den Rundturm.